# Drosophila nigridentata
Drosophila nigridentata är en tvåvingeart som beskrevs av Hide-aki Watabe, Toda och Peng 1995. Drosophila nigridentata ingår i släktet Drosophila och familjen daggflugor.
Artens utbredningsområde är provinsen Guangdong i Kina.